# Gavril Balint
Pour les articles homonymes, voir Balint.
Gavril Pelé Balint est un footballeur international roumain né le 3 janvier 1963 à Sângeorz-Băi. Il évoluait au poste d'attaquant ou milieu de terrain.

## Carrière joueur
- 1980-1990 : Steaua Bucarest ( Roumanie)
- 1990-1993 : Real Burgos CF ( Espagne)

## Carrière entraîneur
- 1994-1998 : Équipe de Roumanie ( Roumanie) entraîneur - adjoint
- 1998-1999 : Bihor Oradea ( Roumanie)
- 1999-2000 : Sportul Studențesc ( Roumanie)
- 2000 : Équipe de Roumanie ( Roumanie) entraîneur - adjoint
- 2000-2001 : Galatasaray ( Turquie) entraîneur - adjoint
- 2001 : Équipe de Roumanie ( Roumanie) entraîneur - adjoint
- 2002 : Sheriff Tiraspol ( Moldavie)
- 2003-2004 : Sportul Studențesc ( Roumanie)
- 2004-2005 : Galatasaray ( Turquie) entraîneur - adjoint
- 2005-2006 : Poli Timișoara ( Roumanie) entraîneur - adjoint
- déc.2008-2009 : Poli Timișoara ( Roumanie)
- jan.2010-jan. 2012 : Moldavie ( Moldavie)
- depuis avr. 2013 : FC Vaslui ( Roumanie)
- 2014 : CSU Craiova ( Roumanie)

## Palmarès joueur

### En club
- Vainqueur de la Supercoupe d'Europe en 1986 avec le Steaua Bucarest
- Vainqueur de la Coupe d'Europe des Clubs Champions en 1986 avec le Steaua Bucarest
- Champion de Roumanie en 1985, en 1986, en 1987, en 1988 et en 1989 avec le Steaua Bucarest
- Vainqueur de la Coupe de Roumanie en 1985, en 1987, en 1988 et en 1989 avec le Steaua Bucarest
- Finaliste de la Coupe Intercontinentale en 1986 avec le Steaua Bucarest
- Finaliste de la Coupe d'Europe des Clubs Champions en 1989 avec le Steaua Bucarest

### EnÉquipe de Roumanie
- 34 sélections et 14 buts entre 1982 et 1992
- 3e de la Coupe du Monde des moins de 20 ans en 1981
- Participation à la Coupe du Monde en 1990 (1/8 de finaliste)

### Distinction individuelle
- Meilleur buteur du championnat de Roumanie en 1990 (19 buts)

## Palmarès entraîneur
- Championnat de Moldavie en 2003 avec le FC Sheriff Tiraspol
- Vainqueur de la Coupe de la CEI en 2003 avec le FC Sheriff Tiraspol
- Champion de Roumanie de Division 2 en 2004 avec le Sportul Studențesc
- Finaliste de la Coupe de Roumanie en 2009 avec le Poli Timișoara

## Palmarès d'entraîneur-adjoint

### En club
- Vainqueur de la Supercoupe d'Europe en 2000 avec Galatasaray
- Vainqueur de la Coupe de Turquie en 2005 avec Galatasaray

### Avec l'Équipe de Roumanie
- Participation à la Coupe du Monde en 1994 (1/4 de finaliste)
- Participation au Championnat d'Europe des Nations en 2000 (1/4 de finaliste)